# Саватер, Фернандо
Ферна́ндо Ферна́ндес-Савате́р Марти́н (исп. Fernando Fernández-Savater Martín; род. 21 июня 1947, Сан-Себастьян) — испанский философ, писатель (романист, драматург, но более всего эссеист и автор статей в периодических изданиях), журналист, общественный деятель. Награждён многочисленными литературными и журналистскими премиями. Преподаватель философии в Университете Комплутенсе в Мадриде.

## Биография
Родился в Стране Басков. Сын нотариуса, запойный читатель с детских лет. Увлекался театром, участвовал в нескольких любительских труппах. Изучал философию в Университете Комплутенсе в Мадриде. В последние годы франкистского режима подвергался политическим преследованиям, был отстранён от преподавания в Мадридском университете. В течение 10 лет преподавал этику в Университете Страны Басков. В настоящее время профессор кафедры философии в Университете Комплутенсе. Постоянный автор газеты «El País» со времени её основания в 1976 году, один из главный редактор журнала исп. Claves. Выступает с мирными инициативами против баскского терроризма и агрессивного национализма, инициатор, среди других, движения «Хватит!», получившего от Европейского парламента в 2000 году премию «За свободу мысли» имени Андрея Сахарова. Соучредитель политической партии «Союз, свобода и демократия». Его политическая философия эволюционировала от анархических идей, которые были ему свойственны в 1970-е годы, до социал-демократических, либеральных, универсалистских взглядов в последующие годы. Саватер много размышляет о роли религий в современных демократических обществах, отстаивает идею светского государства, что, по его мнению, помогло бы противостоять национализму, этнической и религиозной розни.

## Творчество
Глубоко воспринял критику европейского гуманизма Ницше, Батаем, Чораном. Отстаивает публичную форму практической философии, прежде всего — политической, моральной и педагогической. Автор около 50 книг, среди которых несколько философских романов, и множества статей, переведенных на английский, французский, немецкий, итальянский, португальский, шведский, датский, японский и другие языки.
Обладатель множества премий, среди которых можно выделить Национальную премию эссе (1982), испанскую премию эссе от издательства «Анаграмма» за «Приглашение к этике» (1982). В 1998 году получил престижную премию издательства «Планета» за роман «Братство удачи» (исп. La hermandad de la buena suerte), в 2012 году — Международную премию Октавио Паса за поэзию и эссеистику (). Из журналистских премий Фернандо Саватер награждён премией имени Франсиско Сереседо, которую вручает Ассоциация европейских журналистов в Испании.
Особо стоит подчеркнуть желание Фернандо Саватера донести философию до молодых читателей, он — автор нескольких книг для молодежи. Для Фернандо Саватера очень важна роль воспитания и образования, им посвящены несколько работ философа.
Фернандо Саватера можно назвать популяризатором философии, он сам не считает себя «философом с большой буквы» и выбирает для изложения своих идей полемическую форму, часто ниспровергает авторитеты, пишет красочным языком, со множеством примеров из жизни. Больше всего ему нравится писать статьи в периодике, его стиль — острый, иронический, едкий.
Саватер защищает популярную культуру за её выражение жизненной энергии — сам писатель с детства любит приключенческие романы, фантастические рассказы, комиксы и ужасы. 15 июня 2004 года выступил в Институте Сервантеса в Москве с лекцией «Антропология свободы».

## Избранные произведения
- Nihilismo y acción/ Нигилизм и действие (1970).
- Ensayo sobre Cioran/ Опыт о Чоране (1974).
- Panfleto contra el Todo/ Памфлет против всего (1978).
- Caronte aguarda/ Харон ждет (1981, роман).
- La tarea del héroe/ Труд героя (1981, Национальная премия за эссеистику).
- Invitación a la ética/ Приглашение к этике (1982).
- La infancia recuperada/ Возвращенное детство (1983).
- Diario de Job/ Дневник Иова (1983, роман).
- Sobre vivir / Об искусстве жить (1983).
- Las razones del antimilitarismo y otras razones/ Доводы против милитаризма и другие доводы (1984).
- El dialecto de la vida/ Наречие жизни (1985, роман).
- El contenido de la felicidad / Смысл счастья (1986).
- Ética como amor propio/ Этика как любовь к себе (1988).
- Catón. Un republicano contra César/ Катон. Республиканец против Цезаря (1989, драма).
- Ética para Amador/ Этика для Амадора (1991, рус. пер. 2000).
- Política para Amador/ Политика для Амадора (1992).
- El jardín de las dudas/ Сад сомнений (1993, эпистолярный роман о Вольтере).
- Despierta y lee/ Проснись и читай (1998).
- Las preguntas de la vida/ Вопросы жизни (1999).
- Perdonen las molestias/ Простите за беспокойство (2001).
- Mira por dónde. Autobiografía razonada/ Таким путём. Систематическая автобиография (2003).
- Los diez mandamientos en el siglo XXI/ Десять заповедей двадцать первого века (2004).
- El Gran Laberinto/ Великий лабиринт (2005).
- Los Siete Pecados Capitales/ Семь смертных грехов (2005).
- La vida eterna/ Вечная жизнь (2007).
- La hermandad de la buena suerte/ Братство счастливых людей (2008, роман, премия издательства Планета).
- Los invitados de la princesa (2012, роман, премия Примавера).

## Публикации на русском языке
- Беседы об этике. М.: Международные отношения, 2000.